# Glenfiddich
Glenfiddich je skotská palírna společnosti William Grant & Sons nacházející se ve městě Dufftown v hrabství Banffshire, jež vyrábí skotskou sladovou whisky.

## Historie
Palírna byla založena v roce 1886 Williamem Grantem a do dnešních dní je ve vlastnictví rodiny Grantových. Tato palírna byla první skotskou palírnou, která vyvážela svou whisky do zahraničí. Produkuje whisky značky Glenfiddich, což je 12letá, 15letá a 18letá whisky s obsahem alkoholu 43 % - 51 %. Část produkce se používá do míchaných whisky Burnside a Warhead. Tato whisky je rozmanité chuti lišící se stářím jednotlivých druhů.

## Galerie

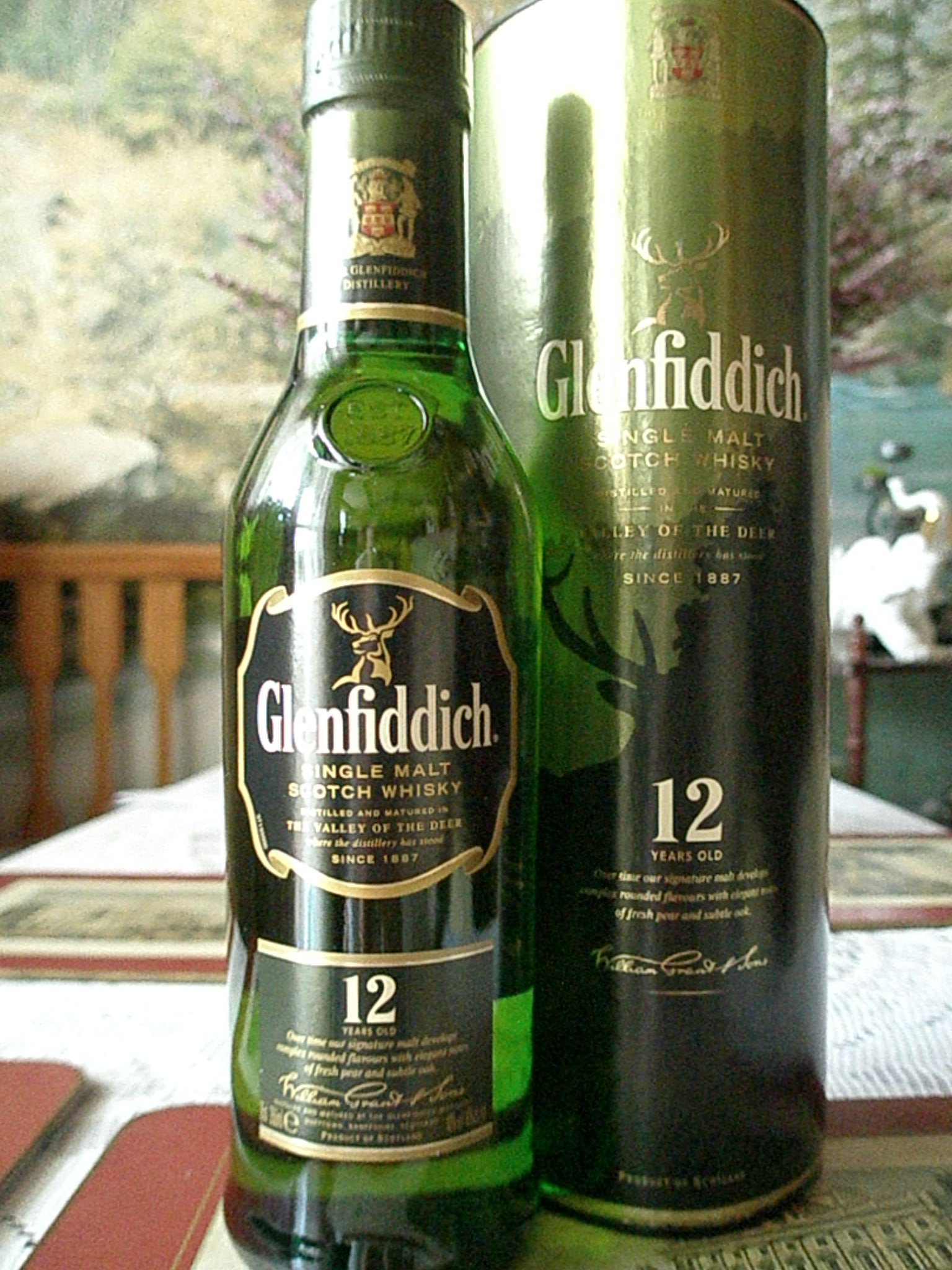
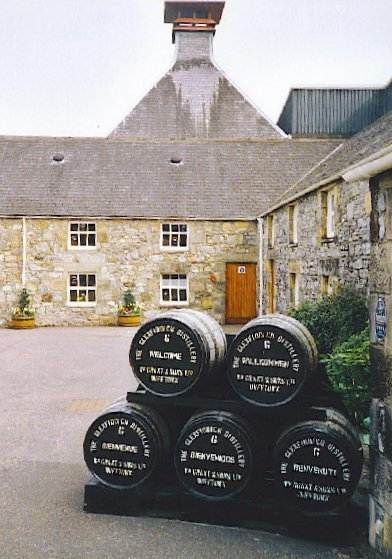
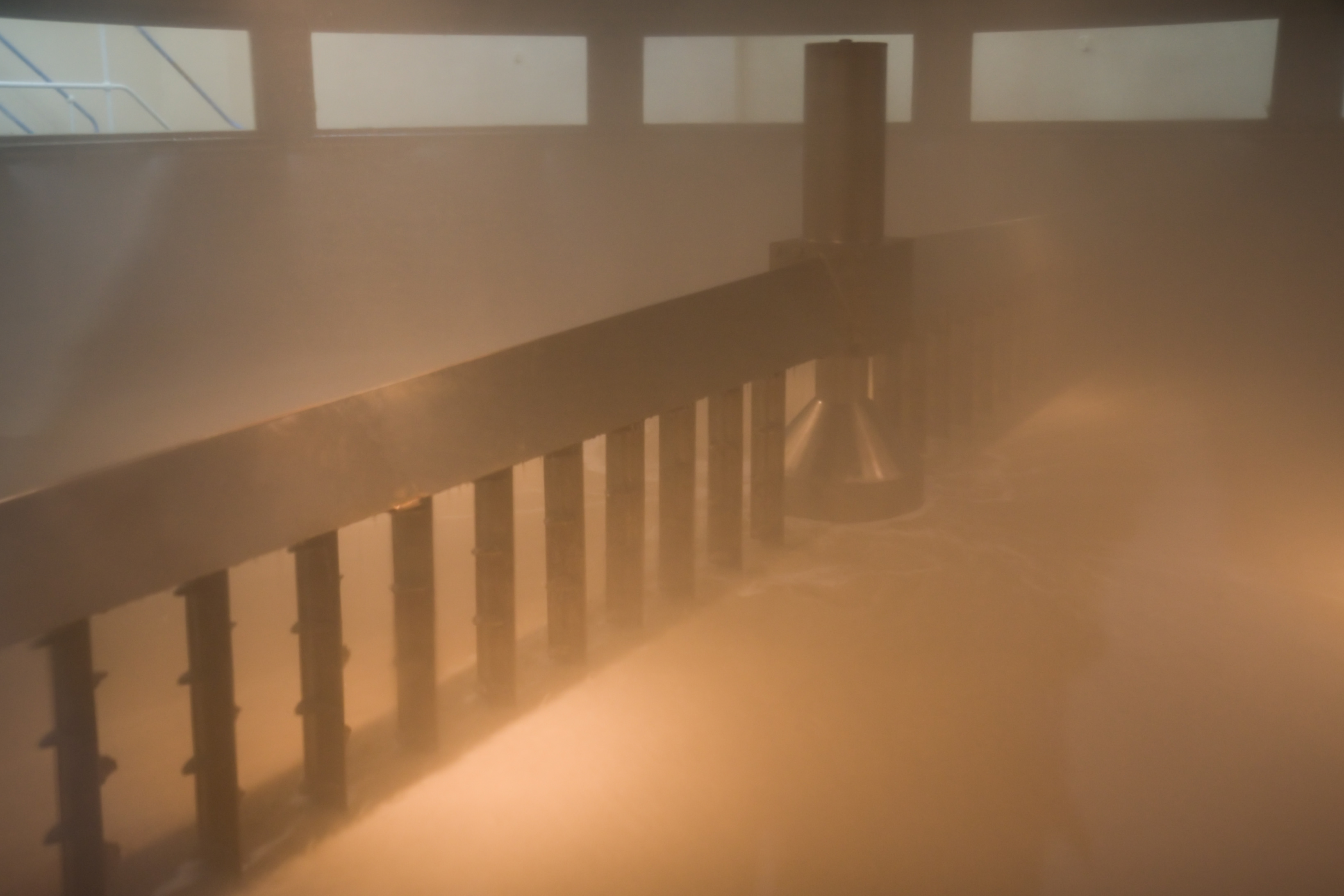
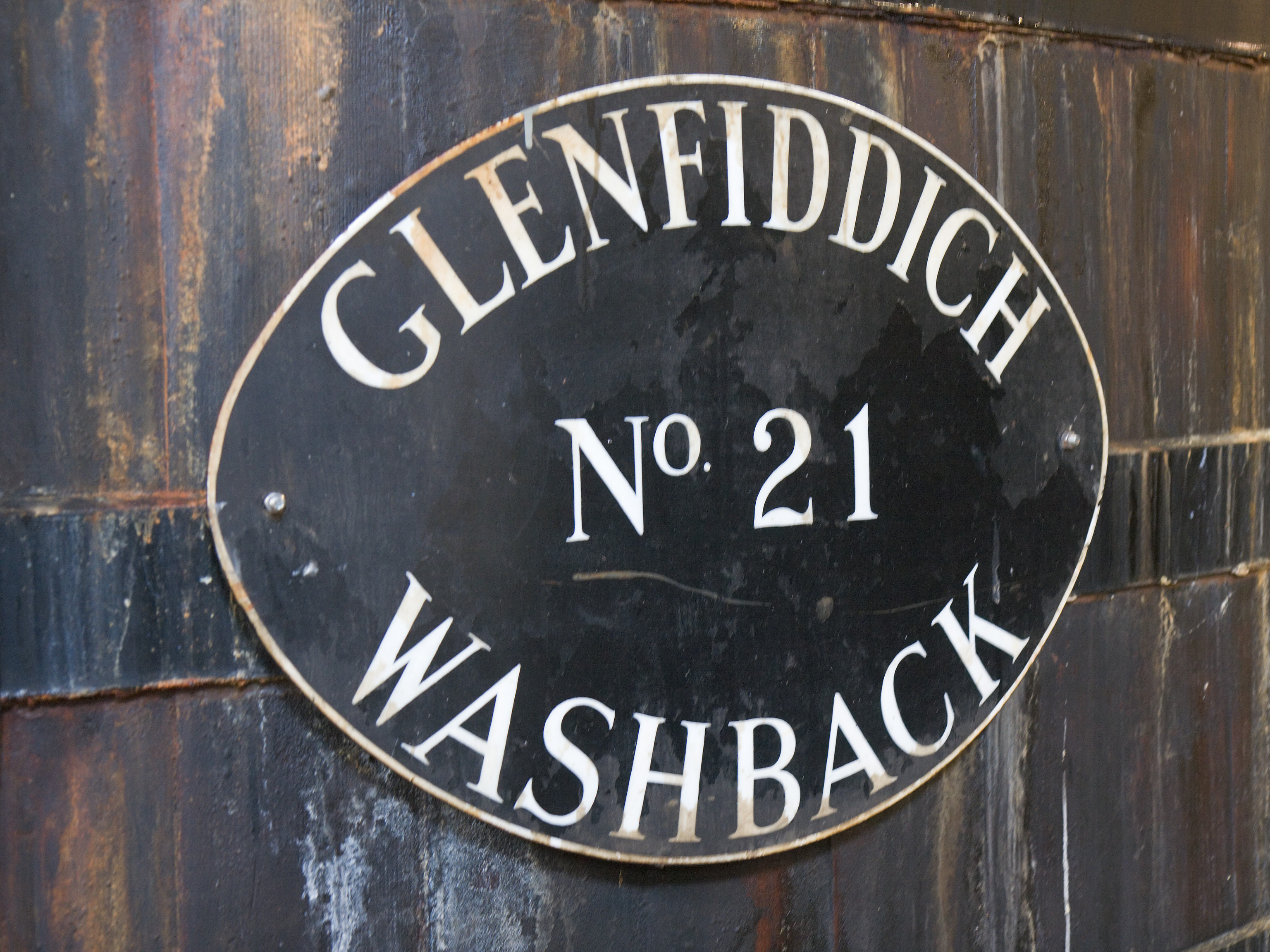
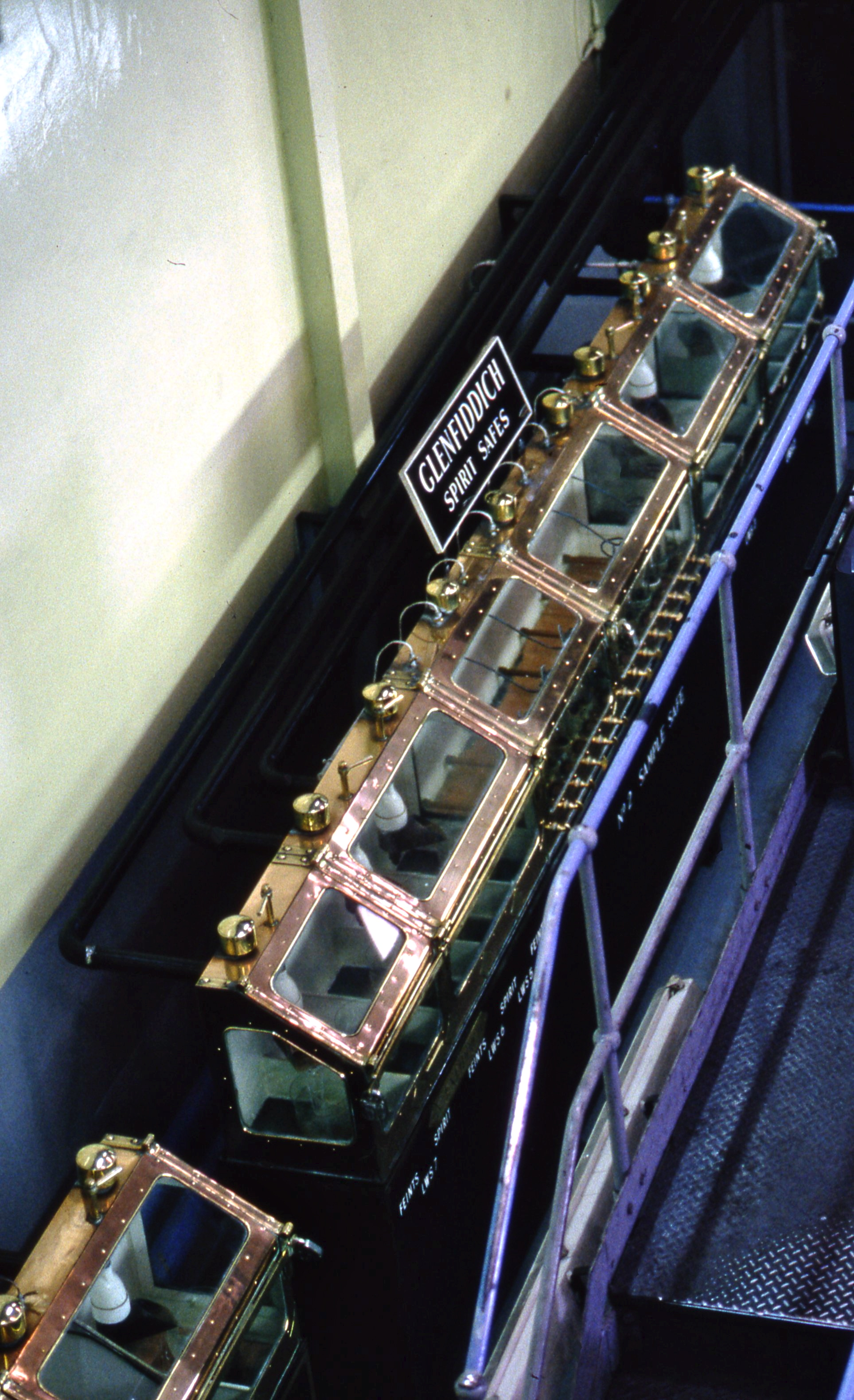
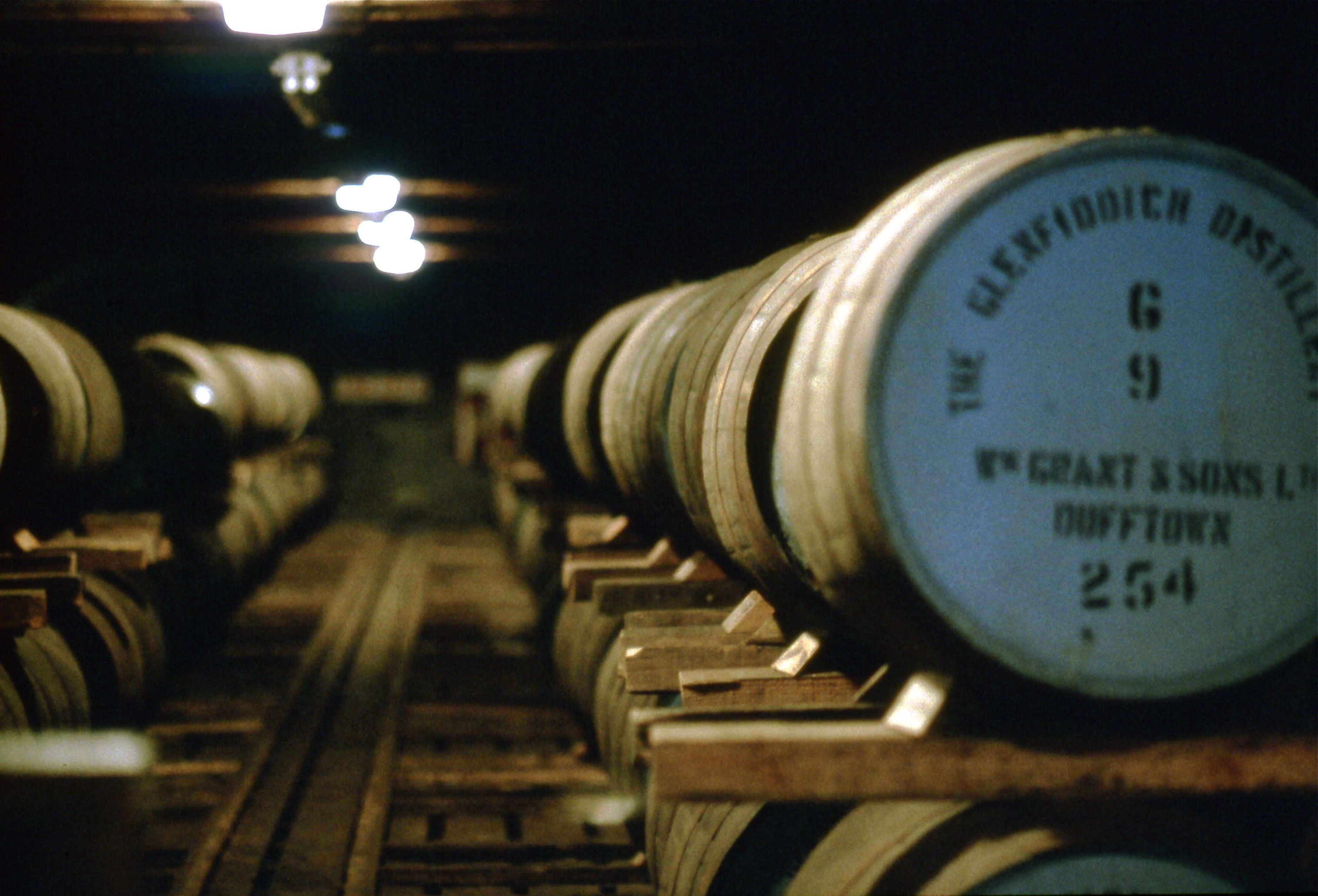